# Zodarion caporiaccoi
Zodarion caporiaccoi är en spindelart som beskrevs av Roewer 1942. Zodarion caporiaccoi ingår i släktet Zodarion och familjen Zodariidae.
Artens utbredningsområde är Italien. Inga underarter finns listade i Catalogue of Life.